# فرودگاه بووتیلیمیت
فرودگاه بووتیلیمیت (به انگلیسی: Boutilimit Airport) یک فرودگاه همگانی با کد یاتا OTL است . این فرودگاه در شهر بووتیلیمیت کشور موریتانی قرار دارد .